# Кочетов Володимир Якимович
Володи́мир Яки́мович Ко́четов (1818—1893) — освітній і науковий діяч Російської імперії, спеціаліст із сільського господарства, декан фізико-математичного факультету та ректор Харківського університету. Мав чин таємного радника.

## Біографія
Народився 20 квітня (2 травня за новим стилем) в сім'ї протоієрея Якима Семеновича Кочетова.
У 1842 році, після закінчення II відділення філософського факультету Санкт-Петербурзького університету (за розрядом математичних наук) зі ступенем кандидата, був відряджений за кордон для вивчення теорії сільського господарства. Після повернення 1846 року був призначений на посаду ад'юнкта на кафедру сільського господарства та лісівництва Харківського університету. У 1847—1848 роках виконував обов'язки секретаря фізико-математичного факультету. В 1848 захистив магістерську дисертацію «Огляд начал, на яких ґрунтуються способи поліпшення порід свійських тварин».
Екстраординарний професор з 1849 року, ординарний професор з 1854 року, заслужений професор Харківського університету з 1868 року. З січня 1862 — декан фізико-математичного факультету. З 17 квітня 1863 — дійсний статський радник.
З вересня 1862 по 1872 рік був ректором Харківського університету. З 1872 року — почесний член Харківського університету та таємний радник.
Після виходу у відставку й далі брав активну участь у діяльності Харківського сільськогосподарського товариства, в якому він був одним із засновників та першим головою. 1883 року товариство обрало його своїм почесним членом. Кочетов був одним із організаторів другого Всеросійського сільськогосподарського з'їзду в Харкові в 1872 році. 1880 року брав активну участь у другій Харківській сільськогосподарській виставці.
Помер 6 (18) жовтня 1893 року. Похований у селі Мала Данилівка Харківського повіту.

## Нагороди
- Орден Святої Анни 1-го (1871) і 2-го (1860) ступенів
- Орден Святого Станіслава 1-го (1868) і 2-го (1856) ступенів
- Орден Святого Володимира 3-го ступеня (1865)[1]